# Fuga in Egitto in barca
La fuga in Egitto in barca è un dipinto di Giovanni Battista Tiepolo realizzato ad olio su tela tra il 1764 e il 1770 e conservato al Museo nazionale d'arte antica di Lisbona.

## Descrizione
Il dipinto è una variazione del tema della fuga in Egitto compiuta dalla Sacra Famiglia: qui infatti non appare il consueto asinello ma al suo posto c'è una barca, sulla quale si trovano Giuseppe, Maria e Gesù. L'imbarcazione è guidata con tocchi delicati da tre angeli, che si stanno apprestando all'approdo sulle coste egiziane. In acqua si vedono due cigni, allegoria della fedeltà coniugale.